# Francisco Masriera
Francisco Masriera y Manovens o Francesc Masriera i Manovens (Barcelona, 21 de octubre de 1842- 15 de marzo de 1902) fue un pintor español, miembro de una importante saga de orfebres y artistas: hermano del pintor José Masriera y del forjador y orfebre Frederic Masriera, y tío del pintor, orfebre y diseñador de joyas modernista Lluís Masriera. 

## Biografía

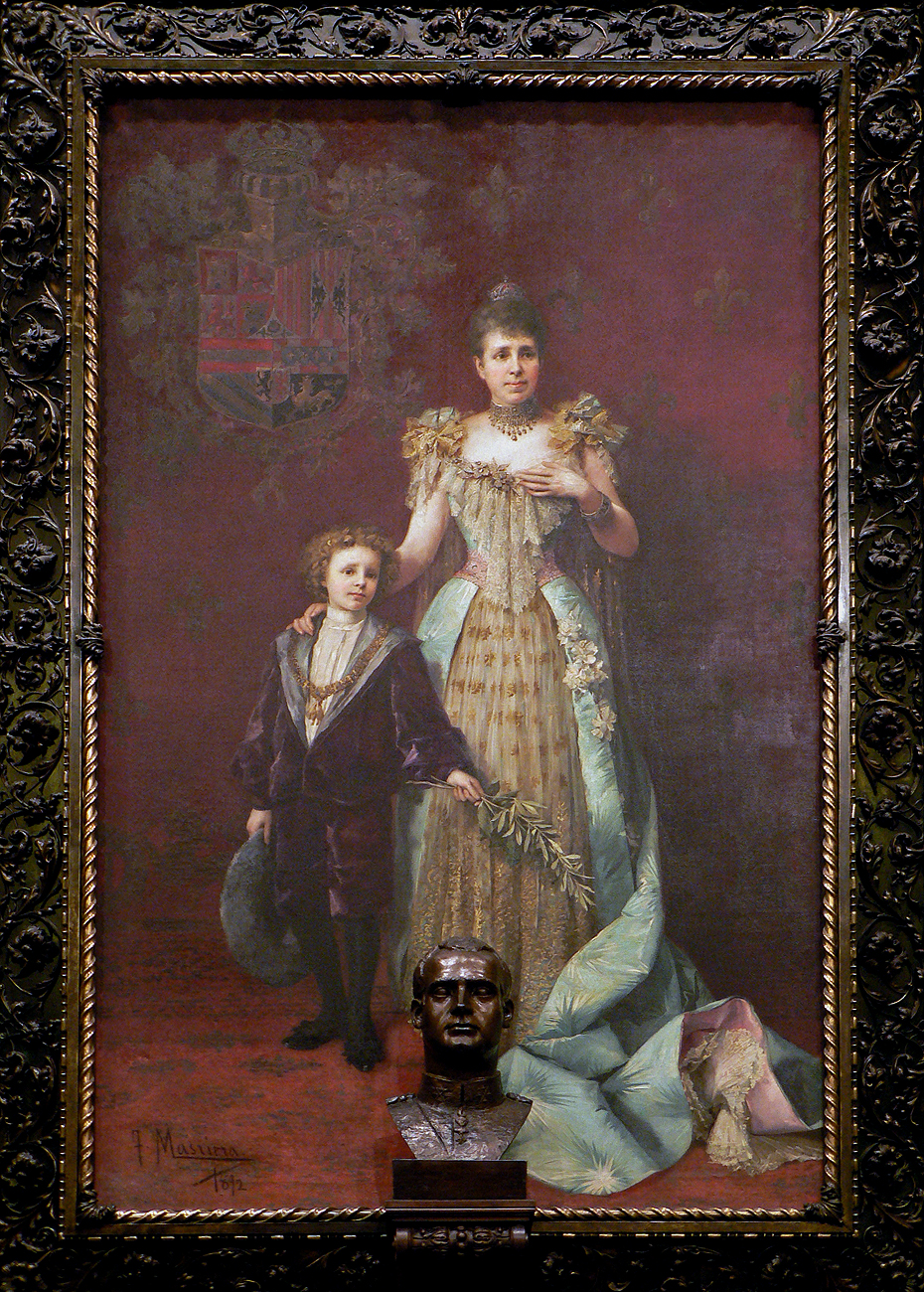
Alfonso XIII y la Reina Regente María Cristina. Casa de la Ciudad de Barcelona.

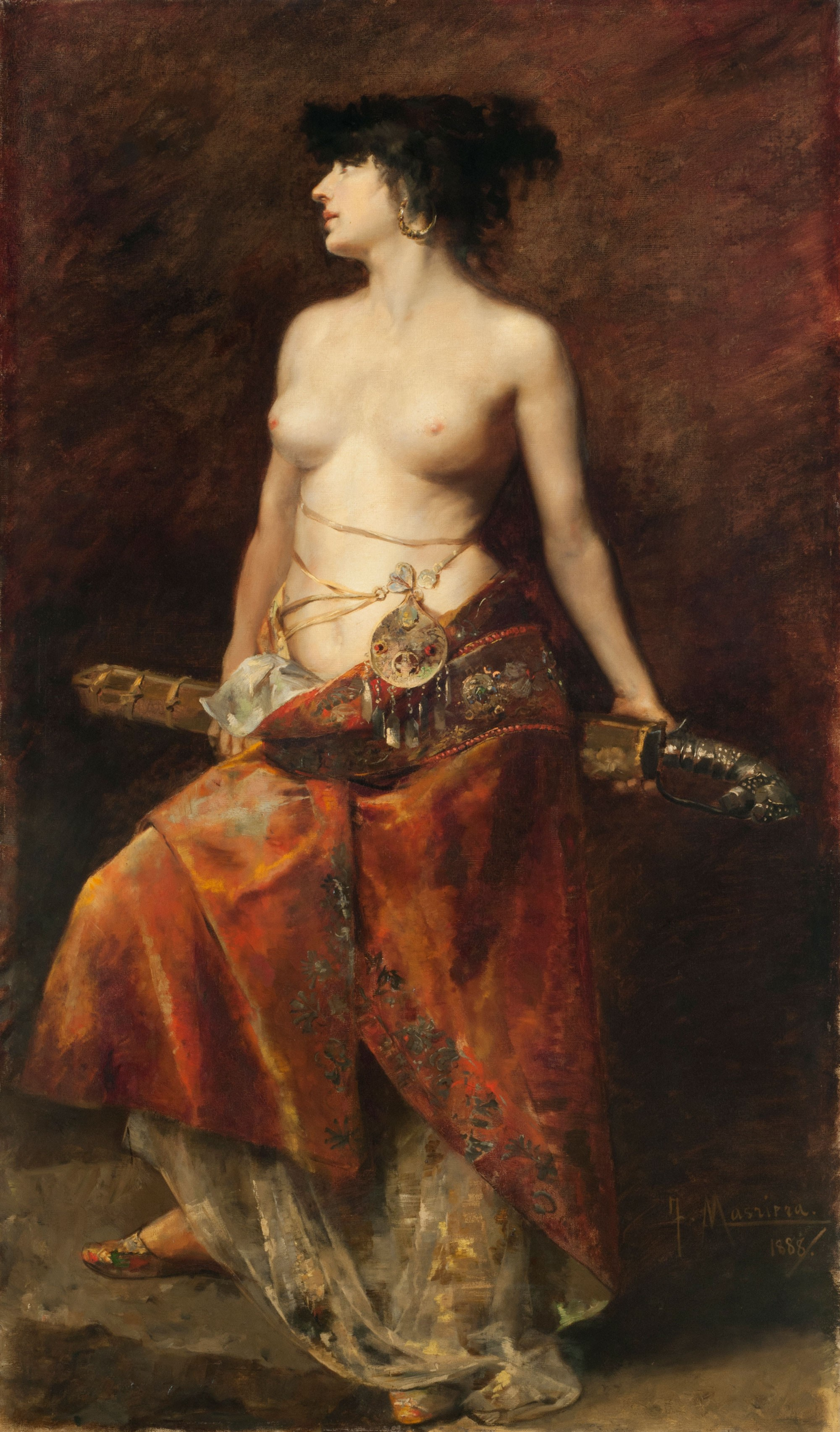
Salomé, 1888 (Museo Nacional de Bellas Artes, Buenos Aires).

Estudió en la escuela de la Lonja y fue uno de los retratistas más destacados de su época, y muy particularmente de la burguesía barcelonesa. Considerado el pintor de la Restauración, pintó el retrato de la regente María Cristina de Habsburgo-Lorena con su hijo Alfonso XIII en el año 1892, y que preside el Salón de la Reina Regente de la Casa de la Ciudad de Barcelona. Se dedicó también a la pintura de género y, de manera especial, a las temáticas orientalistas. Su obra se caracteriza por la precisión del dibujo, el matizado uso de la luz y la sensualidad de sus figuras, así como un exhaustivo detallismo preciosista, fruto de su formación como orfebre.
Viajó a Ginebra para perfeccionar la técnica del esmalte, para, a su regreso, estudiar pintura en Barcelona en el taller de Josep Serra i Porson, y pasar posteriormente a París, donde entró en contacto con el taller del pintor Alexandre Cabanel. Recibió una Segunda Medalla en la Exposición Nacional de Bellas Artes de 1878 con el lienzo "La esclava" (Patrimonio Nacional, Madrid), que sería adquirido por el rey Alfonso XII. En 1889 consiguió una Medalla de tercera clase en la Exposición Universal de París. Cercano al grupo de pintores españoles en la capital francesa (Francisco Miralles, Romà Ribera y Federico de Madrazo), su proyección internacional se afianzó al firmar un contrato con Goupil, el marchante más importante del momento, para la comercialización de su obra.
Su obra se encuentra representada en el Museo Nacional de Arte de Cataluña (MNAC) de Barcelona y en el Museo del Prado de Madrid, entre otros, así como en importantes colecciones privadas internacionales.

## Obras
- En presencia del Señor (Museo Nacional de Arte de Cataluña, Barcelona).
- Antes del baile (Museo Nacional de Arte de Cataluña, Barcelona).
- Después del baile (Museo Nacional de Arte de Cataluña, Barcelona).
- Mujer oriental (Museo del Prado, Madrid)
- La esclava (Patrimonio Nacional, Madrid)